# Евсевий Солунски
Евсевий (на гръцки: Εὐσέβιος, Евсевиос) е източноримски духовник, солунски архиепископ.

## Биография
Основен източник за живота на Евсевий е първата книга от „Чудесата на Свети Димитър“. При неговото управление става голямото нападение на славяните и аварите срещу Солун - в 597 и друго в 603 или 609 (чудо А 14 и А 12). Евсевий управлява Солунската архиепсикопия вероятно в 590 – 610 година, като е възможно горната година да е 605. Според други източници Евсевий заема архиепископския престол в Солун – от 585 до 603 година.
Евсевий е известен и от писмо на патриарх Фотий и от писмо на папа Григорий I.